# Joaquín de Pano y Ruata
Joaquín Francisco (de) Pano y Ruata (Monzón, 3 de abril de 1849 - ibíd., 21 de diciembre de 1919) fue un Ingeniero de Caminos, Canales y Puertos español. Era descendiente de familias infanzonas aragonesas y hermano de Mariano de Pano y Ruata.

## Biografía
Tras finalizar su formación, pasó a trabajar para Obras Públicas en Huesca, donde se dedicó a las carreteras de la provincia. Pano y Ruata es conocido principalmente por sus construcciones de puentes de hierro, siendo responsable de la construcción de los puentes de Sariñena y Ontiñena sobre el río Alcanadre, el de Graus sobre el río Ésera y los de Fraga (1883-1938) y Monzón (1888-1938), que fueron ambos destruidos por las tropas republicanas en su retirada en 1938.

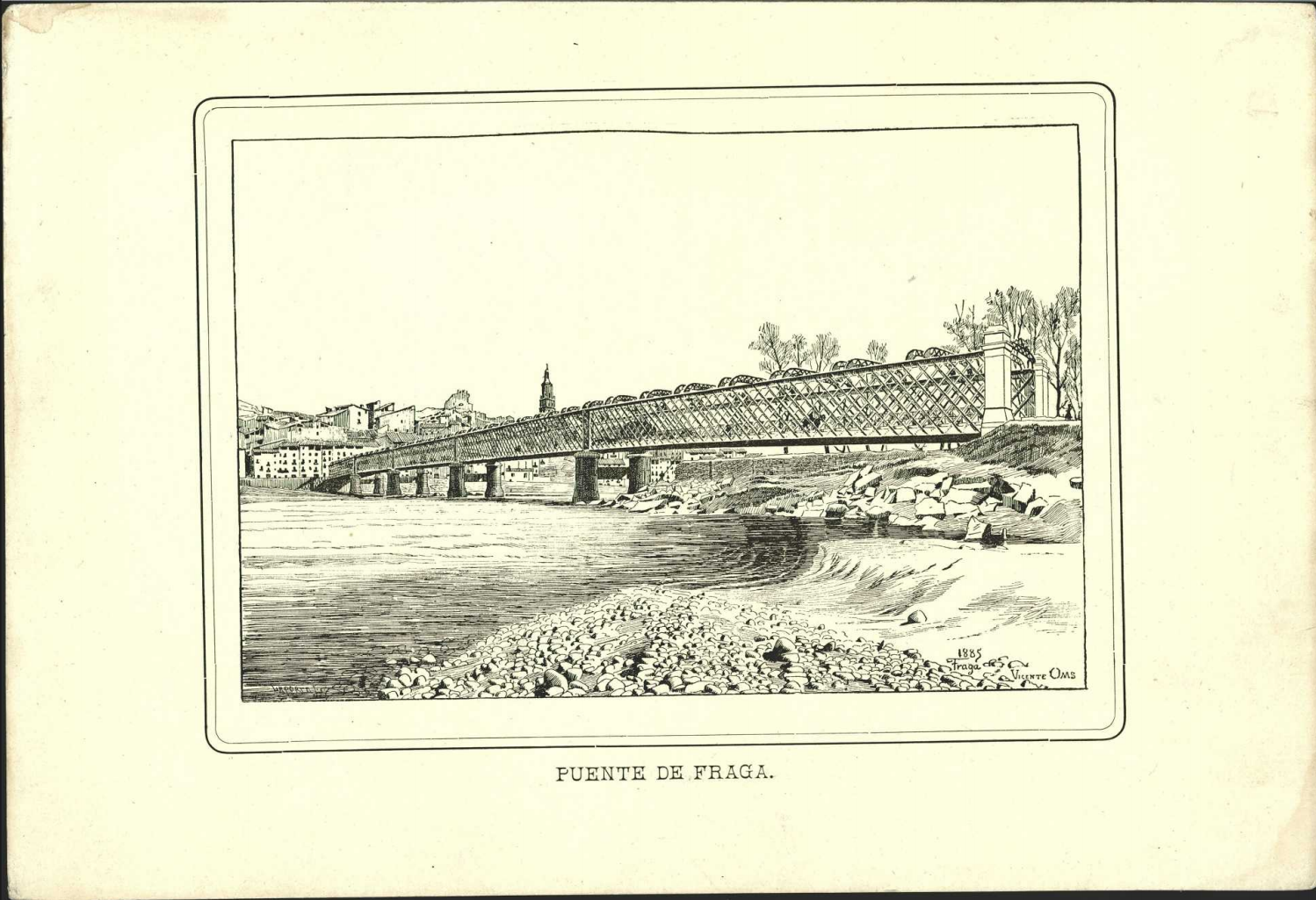
Grabado de Vicente Oms y Canet del puente de hierro de Fraga en 1885

Pocos años después de entrar en el servicio público sufrió una neurastenia tras algunos enfrentamiento con la Junta Consultiva, que le llevó a retirarse a su casa en Monzón. Allí estuvo activo como ornitólogo, manteniendo un pequeño zoológico de pájaros con especies de Europa, Asia y África, con los realizaba diversas investigaciones. También fue un filólogo activo, que tradujo novelas del ruso y el sueco, y aprendió chino y japonés. El ruso y el japonés los aprendió con ocasión de la Guerra ruso-japonesa, primero el ruso para leer las noticias de la guerra y posteriormente el japonés con una gramática rusa para contrastar las noticias.
A los veintidós años, una vez recuperado, retornó al servicio público, encargándose del canal de Aragón y Cataluña. Retornó a Huesca dos años antes de jubilarse para tomar la Jefatura de Obras Públicas.
Tras jubilarse volvió a Monzón, a dedicarse a sus aves, y allí falleció soltero y sin descendencia a los 70 años.